# Lindholm, Samsø kommun
Lindholm är en ö i Danmark. Den ligger i Region Mittjylland, i den centrala delen av landet. På ön finns gräsmarker.
Terrängen på Lindholm är mycket platt. Öns högsta punkt är 4 meter över havet. 